# Островський Григорій Улянович
Островський Григорій Улянович  (1906, с. Захарівці, Проскурівський повіт, Подільська губернія, Російська імперія — 1971, Київ, УРСР, СРСР) — радянський український оператор документального і анімаційного кіно, фронтовий кінооператор у роки Німецько-радянської війни.

## Життєпис
Народ. 1906 р. у с.Захарівці (нині Хмельницької обл.) в селянській родині. 
Закінчив операторський факультет Київського інституту кіноінженерів (1937). Працював на Українській студії кінохроніки. 
Учасник німецько-радянської війни — був військовим кореспондентом. 
З 1941 знімав на Південно-Західному, Сталінградському, Центральному і 1-му Українському фронтах. Його зйомки увійшли в фільми «Сталінград» (1943), «Комсомольці», «Орловська битва», «Битва за Гомель», «В Верхньої Сілезії», «Берлін» (1945). 
З 1945 р. — оператор Київської студії науково-популярних фільмів.
Був членом Спілки кінематографістів України.

## Кінострічки
Зняв стрічки: «Виробництво дієтичних молочних продуктів» (1946), «Тема-86» (1952), «Вали, осі, опори» (1953), «Квадратно-гніздова кукурудза» (1953), «Будівництво дому» (1954), «Зварювальні з'єднання» (1954), «Фрезерування гвинтової канавки», «Гвинтові різьби кріплення» (1955), «Спеціальні різьби» (1956), «Українські художники-пере-сувники», «Леся Українка» (1957), «Електронна лампа», «Цегляні блоки», «Автоплавка» (1958), «Фрезерування», «Подача води на пожежу» (1959), «Українські художники» (1960) та ін.

## Мультфільми
Оператор мультфільмів:
- «Пригоди Перця» (1961)
- «Веснянка» (1961)
- «Пушок і Дружок», «П'яні вовки» (1962)
- «Супутниця королеви» (1962)
- «Золоте яєчко» (1963)
- «Непосида, М'якуш і Нетак» (1963)
- «Водопровід на город», «Мишко + Машка», «Невмивака» (1964)
- «Життя навпіл» (1965)
- «Казка про царевича і трьох лікарів» (1965, у співавт.)
- «Маруся Богуславка» (1966)
- «Чому у півня короткі штанці» (1966)
- «Колумб пристає до берега» (1967, у співавт.).